# Prawicowy autorytaryzm
Prawicowy autorytaryzm (ang. right-wing authoritarianism, RWA) – konstrukt psychologiczny oraz narzędzie pomiarowe wykorzystywane w badaniach nad postawami społecznymi, politycznymi i osobowościowymi. RWA odnosi się do zespołu cech charakteryzujących się silnym przywiązaniem do konwencjonalnych norm i wartości, autorytarnym podporządkowaniem się władzy oraz agresją wobec jednostek lub grup postrzeganych jako dewiacyjne lub zagrażające ustalonemu porządkowi społecznemu. 
Koncepcja prawicowego autorytaryzmu została wprowadzona do literatury naukowej przez kanadyjskiego psychologa Boba Altemeyera w 1981 roku w pracy Right-Wing Authoritarianism. Opiera się ona na wcześniejszych badaniach nad autorytaryzmem, w tym na teorii osobowości autorytarnej z lat 50. XX wieku autorstwa Theodora W. Adorna i współpracowników.

## Historia
Badacze przyjmowali dwa wyjaśnienia mechanizmu powstawania uprzedzeń u jednostki: pierwsze z nich skupia się na procesach zachodzących w grupach, drugie na cechach indywidualnych osób.
Theodor Adorno i współpracownicy w pracy Osobowość autorytarna (The Authoritarian Personality, 1950) wprowadzili pojęcie osobowości autorytarnej, opisując poparcie dla faszyzmu w latach 30. XX wieku. Autorytaryzm został ujęty w pracach Adorno i współpracowników z psychoanalitycznego punktu widzenia. Wskazywano na 9 cech konstytuujących osobowość autorytarną, w tym projekcyjność.
W latach pięćdziesiątych uprzedzenia wobec obcych rozpatrywano jako wynik wpływu cech osobowości danej osoby, szczególnie w kontekście osobowości autorytarnej. W 1954 roku Allport zwrócił uwagę na wspólne występowanie postaw rasistowskich i antysemickich. Adorno i współpracownicy podjęli próbę stworzenia narzędzia do pomiaru tej cechy, zwanego skalą F. Część badaczy zajmujących się tą tematyką zmuszona była w przeszłości do ucieczki z państw mających ideologię faszystowską i pragnęła zgłębić psychologiczne powody jej przyjmowania. Zwracano uwagę na uprzedzenia w stosunku do obcych, gloryfikację własnego narodu, konserwatyzm oraz poglądy antydemokratyczne, jak również normocentryczność (rozumianą jako bardzo silne przywiązanie do norm, w tym norm prawnych). Podejście to spotkało się z krytyką i pod koniec dekady przestało być dominujące, ustępując miejsca sytuacyjnym i poznawczym ujęciom tego problemu.
W latach osiemdziesiątych opublikowano prace Altemeyera, który wprowadził do dyskusji termin prawicowego autorytaryzmu. Altemeyer wiązał swoją koncepcję z możliwością psychologicznego wyjaśnienia podłoża faszyzmu. Kolejna dekada przyniosła teorię dominacji społecznej (termin wprowadzony w 1994 przez Pratto). Teoria dominacji społecznej wyjaśnia, czy jednostka preferuje relacje hierarchiczne, czy równościowe, oraz czy uważa, że osoby nienależące do jej grupy powinny się jej podporządkować. Sam Altemeyer nie uznawał orientacji na dominację społeczną (SDO) za odrębne zjawisko, widział w niej wariant tak zwanego „własnego autorytaryzmu”. W 1998 roku był skłonny łączyć RWA z autorytarną uległością, a SDO z autorytarną dominacją, co pozwalało mu traktować te pojęcia jako dwie, różne strony tego samego autorytaryzmu. Odrębność obu zjawisk została potwierdzona w kolejnych badaniach.

## Współczesne ujęcie
Badania wskazują, że projekcyjność (skłonność do projekcji – przypisywania własnych przeżyć innym osobom) łączy się z ogólną orientacją spiskową, czyli postawą polityczną doszukującą się spisku, łączącą się ze skłonnością do paranoi dotyczącej polityki. Współcześnie odchodzi się od wymieniania projekcyjności wśród cech osobowości autorytarnej (Grzesiak-Feldman zauważa, że powraca ona w niektórych pracach podejmujących temat myślenia spiskowego, na dowód czego cytuje pracę Brudera i współpracowników z 2013 r.). Także samo pojęcie osobowości autorytarnej straciło na znaczeniu – odkryto, że spośród dziewięciu pierwotnie wyróżnianych cech, tylko trzy wiążą się ze sobą. 
Robert Altemeyer wymienia na samym początku książki The Authoritarian Specter z 1996 r. następujące cechy, będące wiązkami postaw:
- autorytarna agresja[11][12],
- autorytarna uległość[11][12],
- konwencjonalizm[11][12].

Altemeyer wybrał właśnie te cechy, ponieważ wiążą się ze sobą wystarczająco, by umożliwić wprowadzenie jednowymiarowego konstruktu. RWA zdefiniował natomiast jako nieunormowaną miarę zależności liniowej pomiędzy dwiema zmiennymi wymienionych wiązek postaw.
Autorytarną uległość określa jako wysoki stopień podporządkowania się autorytetom. Do nich może należeć władza, lub inne autorytety usankcjonowane w danej społeczności. Osoby nacechowane autorytarną uległością podporządkowują się wartościom głoszonym przez autorytety. Przyjmują je posłusznie, nie analizując, nawet jeśli są wewnętrznie sprzeczne (Altemeyer jako przykład podaje deklarowanie patriotyzmu i poglądów demokratycznych oraz jednocześnie nieuznawanie niektórych praw z Bill of Rights). Uznając poglądy głoszone przez autorytet za nieomylne, skłonne są zaufać osobom ogólnie niegodnym zaufania, jeśli usłyszą od nich to, co chcą usłyszeć. Ponadto potrzebują struktury, wykazują tendencję do religijności i wysoki poziom etnocentryzmu. W obrębie społeczeństwa należą do osób o podobnych lub identycznych poglądach, co rodzi w nich przekonanie, że są to poglądy powszechne. Uznają przez to wyższość moralną i nieomylność osób o tych poglądach, w tym siebie samych. We własnej opinii są bardziej moralni i uczciwi niż inni. W podtrzymaniu tego poglądu pomaga im religijność, oferująca proste sposoby rozgrzeszenia.
Autorytarną agresję Altemeyer definiuje jako zgeneralizowaną agresywność, która może być kierowana przeciwko różnym osobom, nakłada jednak ograniczenie: musi być usankcjonowana przez autorytet. Agresja i wrogość kierowane są głównie ku członkom grup nienależących do tej, do której należy jednostka odczuwająca wrogość. Dotyczy to zwłaszcza grup uznawanych niespełniające standardy uznawane przez grupę obejmującą jednostkę i wyznające inny system wartości, stanowiące zagrożenie dla wartości wyznawanych przez daną grupę. Chodzi zwykle o mniejszości. Poproszeni o wydawanie wyroków badani wykazują surowość, podobnie jak w eksperymencie nawiązującym do badań Milgrama. Optują za twardą, wręcz represyjną kontrolą społeczną. Ich skłonność do prześladowania może objąć członków własnej grupy. Osoby z RWA postrzegają świat jako niebezpieczny, chaotyczny, a społeczeństwo widzą na skraju zagłady. Osoby autorytarne obawiają się terroryzmu, uczestnictwa w wypadku samochodowym, AIDS i silniej reagują na zagrażające bodźce, czego dowiedli Lavine i współpracownicy. Zagrożenia sprawiają, że osoby te stają się jeszcze bardziej autorytarne. Strach wzmaga w nich agresję. Nie cenią praw człowieka uznając, że za przysługującymi obywatelom w demokratycznym państwie prawami skrywają się twórcy pornografii, przestępcy i osoby wykonujące aborcję. Pomimo surowego podejścia do przestępczości, winy za gwałty doszukują się w samych ofiarach przestępstwa, według nich na przykład nieodpowiednio (wyzywająco) ubranych.
Przez konwencjonalizm Altemeyer rozumie wysoki stopień przywiązania do konwencji społecznych, co oznacza przywiązanie do norm społecznych i tradycyjnych wartości. Osoby takie zazwyczaj mają konserwatywne poglądy na ekonomię, a poglądy polityczne sytuują badanych w kręgu sympatyków prawicy. W większym stopniu chcieliby ograniczenia wolności wypowiedzi, zgromadzeń i prasy. Optują za ograniczeniem prawa do aborcji, popierają karę śmierci i zmniejszenie ograniczeń jednostki do posiadania broni. Badania RWA wykonane w USA i Kanadzie potwierdzają wyższe wyniki u osób o poglądach prawicowych niż lewicowych.
Osoby takie cechuje etnocentryzm. RWA negatywnie koreluje z otwartością, dodatnio zaś z sumiennością i ekstrawersją. Uważa się jednak, że RWA nie mierzy cech osobowości, charakteryzuje się bowiem zbytnią zmiennością i podatnością na wpływy otoczenia, dlatego mierzy raczej postawy społeczne danej jednostki. Opisywano związki prawicowego autorytaryzmu z rasizmem.
Prawicowy autorytaryzm w niektórych krajach (Czechy) częściej występuje u mężczyzn, w innych (USA) nie ma różnic związanych z płcią. Nie zależy natomiast od statusu społecznego.

## Pomiar
Do pomiaru prawicowego autorytaryzmu służy skala prawicowego autorytaryzmu (RWA scale), wprowadzona przez Altemeyera na miejsce wcześniejszej skali F. Ponadto, samą osobowość autorytarną mierzy Ray Directiveness scale z 1976. Narzędziem pomiaru konserwatyzmu jest z kolei Ray Conservatism scale. W badaniach Raya wynik w skali RWA korelował dodatnio z wynikiem w skali konserwatyzmu i ujemnie z wynikiem w skali autorytaryzmu, dlatego autor uznał go za kolejne narzędzie oceniające konserwatyzm. Skali RWA używało z powodzeniem wielu badaczy zajmujących się psychologią społeczną i polityczną oraz niesprawiedliwością społeczną, stosując ją w wielu krajach i społecznościach. Początkowo traktowano RWA jednowymiarowo.
Nowe narzędzie pomiaru utworzył Duckitt. Altemeyerowej autorytarnej agresji odpowiada w ujęciu Duckitta autorytarianizm, autorytarnej uległości – konserwatyzm, konwencjonalizmowi – tradycjonalizm. Powstała w ten sposób skala ACT. W tym ujęciu traktuje się prawicowy autorytaryzm wielowymiarowo.
Autorytarianizm wiązał się głównie z wysokością preferowanych wyroków sądowych, a także z pewnymi poglądami politycznymi, jak pozytywne stanowisko w kwestii broni jądrowej i negatywne w sprawie przyjmowania uchodźców. Tradycjonalizm wiązał się z religijnością, zwłaszcza z fundamentalizmem religijnym, identyfikacją wewnątrzgrupową, sprzeciwem wobec zmian prawnych takich jak legalizacja THC. Konserwatyzm wiązano z wymaganiem od uczniów większego szacunku do nauczycieli i ogólnie ze stosunkiem do autorytetów.

## Uprzedzenia a skala RWA
W badaniach nad uprzedzeniami poszukiwano ich źródeł w dwóch różnych sferach: w samej uprzedzonej jednostce, jej cechach osobowościowych oraz w czynnikach zewnętrznych, jak pozycja społeczna. W obrębie pierwszej, długo zaniedbywanej, literatura skupia się na dwóch pojęciach. Prawicowy autorytaryzm jest obok orientacji na dominację społeczną (SDO) jedną z dwóch zmiennych związanych z rozwojem uprzedzeń. Autorytaryzm wiąże się z występowaniem uprzedzeń dotyczących między innymi Amerykanów o pochodzeniu afrykańskim bądź amerykańskim, mieszkańców dawnego ZSRR, Azjatów i aborygenów w Australii, Żydów, imigrantów m.in. w Szwecji czy Holandii, kobiet, osób o orientacji homoseksualnej, chorujących na AIDS bądź osób z widoczną niepełnosprawnością, ale też gwiazd rocka, postrzeganych jako zagrożenie podobnie jak dealerzy narkotykowi. Związek autorytaryzmu z większym dystansem społecznym w stosunku do Żydów potwierdziły liczne badania z wielu krajów. W Polsce przeprowadził je zespół Bilewicza w 2013. Autorzy pokazali trójczynnikową strukturę antysemickich poglądów w Polsce, składających się z przekonania o żydowskim spisku, poglądów związanych z religią oraz związanych z holokaustem. Poglądy takie wiązały się między innymi z autorytaryzmem ocenianym narzędziem bazującym na pracach Altemeyera. Dunbar i Simonova wcześniej porównywali RWA w Czechach i USA. Potwierdzili korelację RWA z uprzedzeniami na umiarkowanym poziomie oraz z nowym rasizmem. RWA okazał się w tym badaniu lepszym predyktorem antysemityzmu niż uprzedzenia w stosunku do Żydów. Badacze wykryli też częstsze występowanie RWA u czeskich mężczyzn, wraz z poglądami antysemickimi i antyromskimi. Uważają oni, że zjawisko to dotyczyć może całego regionu wschodniej Europy. Przypisują je wpływom kulturowym, między innymi organizacjom, w których młodzi mężczyźni starają się o akceptację grupy. Podobnej zależności nie zaobserwowali w USA w stosunku do ludności czarnoskórej. Z kolei w polskich badaniach Grzesiak-Feldman prawicowy autorytaryzm korelował ze stereotypem spiskowym dotyczącym Niemców, Żydów i Rosjan, a także z teoriami spiskowymi związanymi ze śmiercią księżnej Diany, z ptasią grypą czy kryzysem ekonomicznym.
RWA wiąże się z wrogością w stosunku do członków innych grup oraz skłonnością do dyskryminacji. Stanowi on silny predyktor uprzedzeń i negatywnego nastawiania do przedstawicieli innych grup, zwłaszcza mniejszości. Wyjaśnienia związku między RWA a uprzedzeniami podjął się Altemeyer, zwracając uwagę na dwie cechy osób autorytarnych. Po pierwsze, mają one charakterystyczny obraz świata. Często pochodzą z małych, zamkniętych społeczności, częściej wiejskich, w których panuje fundamentalizm religijny. Dzielą ludzi na członków swojej grupy albo członków grup obcych, tych ostatnich postrzegając jako źródło zagrożenia dla wartości, porządku, spójności, kontroli i stabilności społecznej. Obcy nie stanowiliby zagrożenia dla wartości wtedy, gdyby nie byli oni wystarczająco ważni, by zagrozić systemowi wartości. By go ochronić, należy więc zmniejszyć ich wpływ. Odczuwane zagrożenie wyzwala agresję i wrogość, niekoniecznie jednak przemoc. Jako drugą cechę wymienia się przekonanie o własnej wyższości. Osoba autorytarna przekonana jest zwykle o swojej moralności. Z drugiej strony cechuje się autorytarną uległością wobec autorytetu. Jeśli autorytet wskaże grupę ludzi mniej moralnych (co łączy się z rozważanym wyżej zagrożeniem dla wyznawanych wartości), osoby autorytarne chętnie to wartościowanie podejmą, przyjmą negatywne nastawienie. Będą wytykać błędy członków tamtej grupy jako potwierdzenie jej niemoralności. Badanie Whitleya z 1999 potwierdziło związek z RWA z uprzedzeniami w stosunku do Afroamerykanów i homoseksualistów, jednak jako dodatkowy czynnik, ważniejszą rolę przypisując SDO. Ogólnie SDO wpływa na powstawanie wszelkiego rodzaju uprzedzeń, a RWA tylko wobec grup potępionych przez autorytet uznawany w danej grupie. Między sobą korelują one słabo bądź umiarkowanie i na rozwój uprzedzeń wpływają posiłkując się odrębnymi mechanizmami. Wpływ wielkiej piątki na rozwój uprzedzeń też właściwie ogranicza się do mediowanego przez RWA i SDO. Ma to istotny wpływ na generalizowanie uprzedzeń. RWA będzie odgrywać istotny wpływ jedynie na generalizację uprzedzeń związanym z postrzeganiem obcych grup jako zagrażające. Grup postrzeganych jako podporządkowane, podrzędne dotyczyć będzie inny mechanizm generalizacji stereotypu, związany z orientacją na dominację społeczną. Mogą istnieć grupy widziane stereotypowo zarówno jako zagrażające, jak i podporządkowane, w ich przypadku generalizacja stereotypu przebiegać będzie obiema drogami. Inne muszą być wobec tego skuteczne sposoby walki z uprzedzeniami. W przypadku tych związanych z RWA skuteczne będą rozwiązywanie konfliktów, podczas gdy działania mające na celu zwiększenie równości, skuteczne w przypadku SDO, nie będą tutaj działać.

## Dominujący autorytaryzm
W 1994 zespół Pratto wprowadził orientację na dominację społeczną (SDO). Sam Altemeyer w 1998 przyznał, że skonstruowane przez niego narzędzie mierzy raczej autorytarne podporządkowanie, niż dominację. Skale RWA i SDO korelowały słabo, choć SDO również łączyła się z nacjonalizmem, rasizmem, patriotyzmem, przekonaniem o wiodącej roli elit w kształtowaniu kultury i konserwatyzmem. W badaniach McFarland i Adelsona uwidoczniły się dwa rodzaje osobowości związanej z uprzedzeniami, wykazujące wysokie wyniki w skalach RWA i SDO. Konserwatywne poglądy i skłonność do uprzedzeń łączą osoby o wysokich wynikach w RWA i SDO. Różnią je między innymi przekonanie prawicowych autorytarystów o własnej dobroczynności, jak też stosunek do hedonizmu. Obie grupy wykazują negatywny stosunek do homoseksualizmu, jednak tylko RWA ewidentnie łączy się z fundamentalizmem religijnym. Prawicowi autorytaryści prezentowali podwójne standardy w ocenie przestępstw seksualnych w zależności od orientacji sprawcy, czego nie obserwowano u osób z SDO. Obie grupy mają tendencję do obwiniania ofiar gwałtów, ale mechanizm jest inny. Ponadto osoby z RWA są przeciętnie mniej zamożne i częściej zamieszkują obszary wiejskie, niż osoby zorientowane na społeczną dominację, często też pochodzą ze środowisk bardziej religijnych. Pomimo wspomnianej słabej korelacji nie ulega wątpliwości odmienność RWA i SDO. Jeśli wpływają one łącznie na jakieś zmienne, to wpływ ten jest addytywny, a nie interakcyjny. Dzieje się tak w przypadku wpływu na powstawanie uprzedzeń. Jednak prawicowy autorytaryzm uznaje się za lepszy predyktor myślenia spiskowego, gdyż SDO wiąże się tylko z myśleniem spiskowym dotyczących danych obcych grup. Ograniczenie to nie dotyczy RWA.
W badaniach pojawiała się grupa osób wykazujących wysokie wyniki w obydwu skalach. Tacy ludzie wykazują szczególnie silne uprzedzenia, w agresywny sposób dążą do uzyskania władzy, nieobce jest im podejście makiawelistyczne. Podobnie jak osoby wykazujące prawicowy autorytaryzm, osoby te przywiązują wagę do dominacji i podporządkowania, jednak same dążą do bycia stroną dominującą w relacjach społecznych. Ludzie spoza ich grupy są zagrażający (co wynika z RWA) i jednocześnie gorsi, godni poniżenia (co wynika z SDO). Osoby te często kierują grupami o poglądach prawicowych i reprezentują skrajne stanowiska polityczne. Nie unikają konfliktów, które traktują jako naturalny element relacji społecznych. Przykład stanowi popieranie przez nich wojny w Iraku. Odpowiedzialność za konflikt sytuują jednak tylko po jednej jego stronie (we wspomnianym przykładzie wspieranie terroryzmu przez Saddama Husajna, co też wynika z RWA). Ludzi takich określa się mianem dominujących autorytarian bądź double high. Altemeyer używał także frazy dominating right-wing authoritarians. Altemeyer wspomina o 8% dominujących autorytarian w swych badaniach.

## Zastosowanie
Grupy o różnym pochodzeniu mogą różnić się w poziomie prawicowego autorytaryzmu, na przykład Nowozelandczycy o pochodzeniu azjatyckim są bardziej tradycjonalistyczni niż ci o pochodzeniu europejskim lub Pākehā.
Prawicowy autorytaryzm i SDO pozwalają w pewnym stopniu przewidywać poglądy czy zachowania badanych. W 2017 Crowson i Brandes użyli RWA w ujęciu Duckitta i SDO do przewidzenia, jak badani głosowali w wyborach prezydenta USA (na Hillary Clinton czy Donalda Trumpa). Okazało się, że trafność przewidywań przekraczała 80%. Na Trumpa głosowały zwłaszcza osoby o wysokim wyniku autorytaryzmu i tradycjonalizmu. Ludzie o wysokim wyniku RWA byli z jednej strony bardziej konserwatywni w poglądach na politykę i ekonomię. Z drugiej strony łatwiej legitymizowali niesprawiedliwość społeczną, a nawet czyny przestępcze. W badaniu chińskim potwierdzono związek RWA i SDO z korupcją. Wyjaśnieniem może być pogląd o roli korupcji w tradycyjnej strukturze społecznej. Wyższy wynik w skali mierzącej RWA korelował także negatywnie ze skłonnością do reagowania oburzeniem moralnym, co wydaje się być mechanizmem opisanego zjawiska.